# Faina Georgijewna Ranewskaja

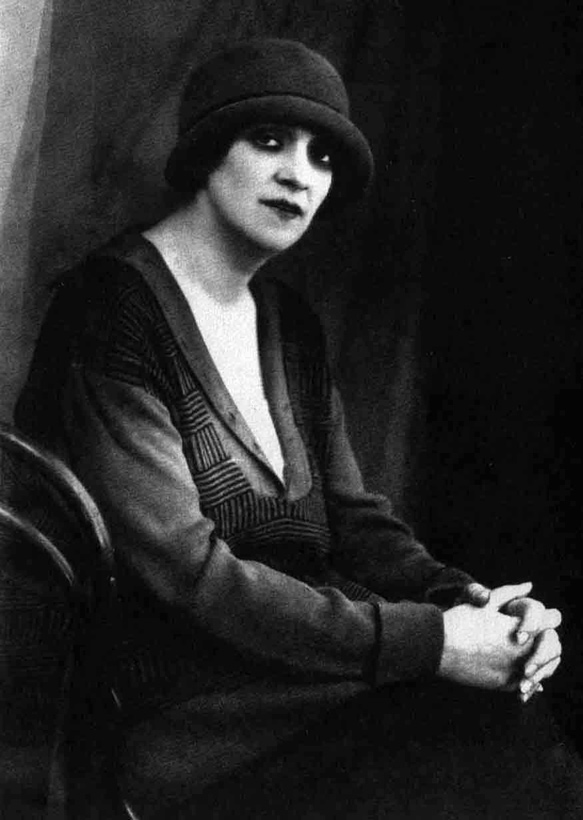
Faina Ranewskaja

Faina Georgijewna Ranewskaja (russisch Фаина Георгиевна Раневская, geborene Faina Girschewna Feldman; * 15. Augustjul. / 27. August 1896greg. in Taganrog; † 19. Juli 1984 in Moskau) war eine sowjetische Schauspielerin, die sowohl in Tragödien als auch in Komödien mitgespielt hat.

## Leben
Sie spielte in Stücken von Anton Tschechow, Alexander Ostrowski, Maxim Gorki, Iwan Krylow, Fjodor Dostojewski, Leo Tolstoi und anderen. Von ihren Theateraufführungen sind nur Fotos vorhanden, da nur die drei letzten Aufführungen von Make Way for Tomorrow (von Vina Delmar), Die Wahrheit ist gut, aber Glücklichkeit ist besser (von Alexander Ostrowski), Die neugierigen Wilden (von John Patrick) gedreht wurden. Faina Ranewskaja ist einem breiten Publikum als Filmschauspielerin durch ihre Rollen in Filmen wie Fettklößchen, The Man in a Shell, Metschta (Dream), Wesna (Frühling), Soluschka (Aschenbrödel), Elephant und Bindfaden und vielen mehr bekannt. 1984 starb sie in Moskau und wurde auf dem Donskoe Friedhof beerdigt.

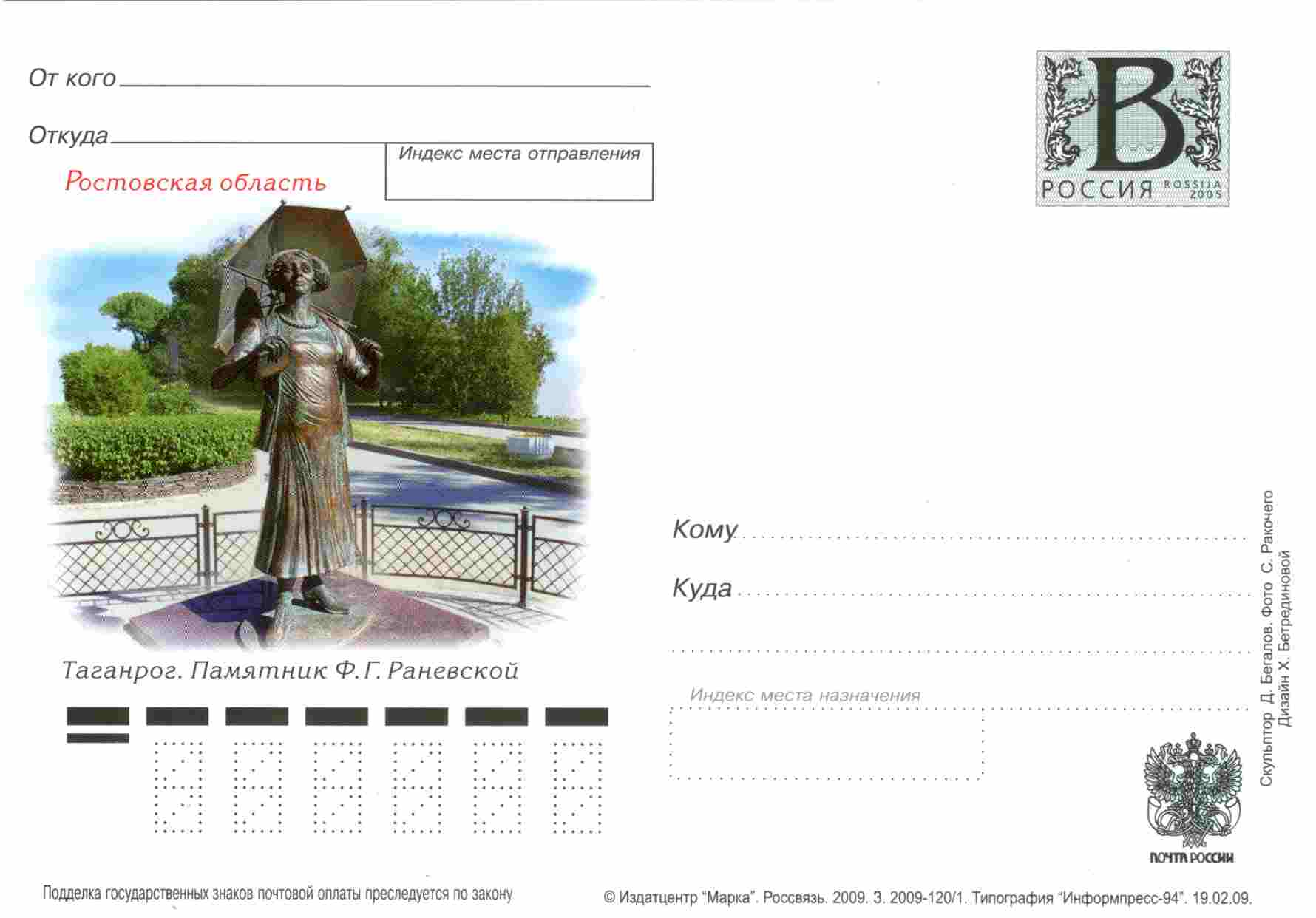
Ranewskaja-Denkmal (D. R. Begalow, 2008), Taganrog, auf einer Postkarte der Russischen Post

### Auszeichnungen
Ranewskaja erhielt in ihrer Karriere zahlreiche Auszeichnungen. Sie erhielt dreimal den Stalinpreis (1949, zweimal 1951), wurde 1947 zur Volkskünstlerin der RSFSR und 1961 zur Volkskünstlerin der UdSSR ernannt.
Der Asteroid (6821) Ranevskaya wurde nach ihr benannt.

## Ranewskajas Aphorismen
Sie wurde auch berühmt für ihre Aphorismen.
- Das Leben ist ein kurzer Spaziergang, kurz vor dem ewigen Schlaf.
- Einsamkeit ist ein Haus, das ein Telefon hat, aber das einzige Klingeln kommt vom Wecker.
- Das Leben ist ein Himmels-Absturz: aus einer Fotze in das Grab. [sic]
- Altern ist mühsam, aber es ist die einzige Möglichkeit, lange zu leben.
- Ich bin mein ganzes Leben lang im Butterfly-Stil geschwommen in einer WC-Schüssel.